# USS Ammen (DD-527)
Pour les autres navires du même nom, voir USS Ammen.
L'USS Ammen (DD-527) est un destroyer de la classe Fletcher en service dans la Marine des États-Unis pendant la Seconde Guerre mondiale. Il a été nommé en l'honneur du contre-amiral (Rear admiral) Daniel Ammen (1820–1898) pendant la guerre civile américaine et la période postbellum (Reconstruction era).

## Construction
Sa quille est posée le 29 novembre 1941 au chantier naval Bethlehem Shipbuilding Corporation de San Francisco, dans l'état du état de Californie. Il est lancé le 17 septembre 1942; parrainé par Mlle Eva Ammen, nièce du Sergent Major Daly, et mis en service le 20 mars 1943 sous les ordres du commander (commandant) John C. Daniel.

## Historique

### Alaska, mars-novembre 1943
Le Ammen a pris la mer le 30 mars à destination de San Diego où il a terminé son entraînement. Le destroyer quitte la base navale de San Diego le 20 avril et arrive à San Pedro le lendemain. Deux jours plus tard, il s'embarque pour les eaux de l'Alaska, faisant partie de l'écran de protection de la Task Force 51 (TF 51), constituée autour du cuirassé USS Pennsylvania (BB-38). La task force arrive à Cold Bay, en Alaska, le 1er mai et, dix jours plus tard, participe au débarquement sur l'île d'Attu. Au cours de cette opération, la principale responsabilité du Ammen consistait à assurer la protection anti-sous-marine et anti-aérienne des navires de la force d'invasion. Comme la menace aérienne ne s'est jamais matérialisée et que la menace sous-marine s'est avérée presque aussi bénigne, le Ammen n'a tiré aucun coup de feu contre l'ennemi, mais a lutté avec acharnement contre le climat inhospitalier des Aléoutiennes.
À la fin de sa participation à l'opération, le Ammen retourna en Californie et arriva à San Diego le 31 mai. Le destroyer subit deux semaines de réparations à San Diego, puis se dirigea vers le nord jusqu'à San Francisco où il reprit sa disponibilité après l'opération. Le 11 juillet, il quitte San Francisco dans l'écran de protection d'un autre convoi à destination de l'Alaska. Il escorte le convoi jusqu'à un point situé à environ 1 500 km de l'île Adak, où d'autres escorteurs prennent le relais. Le Ammen retourna à San Francisco le 21 juillet mais n'y resta que huit jours. Le 29 juillet, le destroyer prend la mer avec un autre convoi en direction de l'Alaska. Le 5 août, il fait entrer sa cargaison dans le port d'Adak et commence à préparer l'occupation de Kiska. Cette opération s'avère un échec pour la simple raison que les Japonais ont évacué Kiska. Le destroyer retourne à Adak le 12 septembre et y reste jusqu'au 24 septembre. Il reprend la mer le 24, fait une brève escale à Kiska le 25, puis se dirige vers Pearl Harbor. Le Ammen arrive à destination le 2 octobre et passe les neuf jours suivants à s'entraîner aux techniques de tir, de torpillage et de lutte anti-sous-marine (ASW). Le 11 octobre, il a quitté Pearl Harbor en compagnie de son navire-jumeau (sister ship) USS Bush (DD-529). Le destroyer est revenu à Adak le 16 octobre et, pendant les six semaines suivantes, il a patrouillé dans les îles Aléoutiennes.

### Nouvelle-Guinée, novembre 1943 - septembre 1944
Le 26 novembre, le Ammen quitte Adak à destination du Pacifique sud-ouest. Il fait une escale de cinq jours à Pearl Harbor avant de reprendre son voyage le 9 décembre. Passant par Funafuti, dans les îles Ellice, et Espiritu Santo, dans les Nouvelles-Hébrides, le navire de guerre arrive dans la baie de Milne (Milne Bay), en Nouvelle-Guinée, le 18 décembre. Là, il devient une unité de la 7e flotte (7th Fleet). Au cours des neuf mois suivants, le Ammen concentre son énergie sur la série d'opérations visant à arracher aux Japonais le contrôle de la côte nord de la Nouvelle-Guinée et à isoler leurs grandes bases dans l'archipel Bismarck, à Rabaul, en Nouvelle-Bretagne, et à Kavieng, en Nouvelle-Irlande. Entre la fin décembre 1943 et la fin janvier 1944, le Ammen a soutenu les débarquements alliés à Cap Gloucester, à l'extrémité ouest de la Nouvelle-Bretagne, en tant qu'élément de l'unité de bombardement de croiseurs sous les ordres du contre-amiral Victor Crutchley de la Royal Navy. En plus d'assurer la protection anti-sous-marine et anti-aérienne des plus grands navires, il transporte les blessés de la bataille à terre et effectue des bombardements côtiers.
En février, le destroyer se rendit à Sydney, en Australie, avant de retourner en Nouvelle-Guinée dans la baie de Milne le 22 février. Une semaine plus tard, le Ammen prit la mer dans le cadre d'une unité spéciale de bâtiments de débarquement Landing Ship Tank (LST), le premier échelon de ravitaillement pour la reconnaissance en force de l'île de Los Negros qui déboucha sur l'occupation des îles de l'Amirauté. Pendant la première moitié du mois de mars, le Ammen s'est occupée de fournir un appui-feu aux soldats qui tenaient Los Negros et de lutter contre les attaques aériennes. Entre le 17 et le 19 mars, il rejoint les destroyers Beale, Daly, Hutchins, et Mullany dans un balayage anti-navires infructueux le long de la côte de Nouvelle-Guinée, près de Wewak, tenu par l'ennemi.
Après plusieurs semaines d'entretien dans la baie de Milne et d'exercices d'entraînement dans les environs, le Ammen reprit la mer le 18 avril en compagnie de la force de croiseurs-destroyers du contre-amiral Crutchley pour soutenir le prochain "saut de puce" le long de la côte nord de la Nouvelle-Guinée, l'invasion d'Aitape-Hollandia. Pendant l'assaut de la baie de Tanahmerah, le destroyer a assuré la protection anti-sous-marine et anti-aérienne des navires de soutien de la force et a également participé aux tirs d'appel. Plus tard, il rejoint l'écran de protection du Task Group 78.2 (TG 78.2), l'un des deux groupes d'escorte de porte-avions fournissant un soutien aérien rapproché aux troupes à terre, jusqu'au milieu de la première semaine de mai.
Après un répit à Manus, le Ammen quitta le port de Seeadler à la mi-mai en compagnie des croiseurs et destroyers australiens et américains de l'amiral Crutchley. Les navires de guerre se dirigèrent vers Hollandia, en Nouvelle-Guinée, où ils prirent position au large pour couvrir la force d'invasion rassemblée sur place. Le 16 mai, après le coucher du soleil, l'ensemble de la force entame le voyage vers la région de Wakde-Sarmi, dans le nord-ouest de la Nouvelle-Guinée. Du 17 au 21 mai, le Ammen et ses consorts portent leurs canons sur des cibles japonaises afin d'appuyer les troupes chargées de s'emparer de la région. Le 27 mai, le destroyer se trouve au large de Biak, dans les îles Schouten, situées juste au nord de l'extrémité ouest de la Nouvelle-Guinée et à l'est de la péninsule connue à l'époque sous le nom de Vogelkop. Pendant l'assaut amphibie à Bosnik, sur la côte sud-est de Biak, les canons du Ammen frappent une fois de plus les positions ennemies. Après les premiers débarquements, la force de croiseurs-légers du Ammen a alterné avec la Task Force 75 (TF 75) du contre-amiral Russell S. Berkey, constituée des croiseurs Phoenix, Nashville, et Boise, pour couvrir les forces d'invasion contre les interférences aériennes et navales de l'ennemi. Le groupe du Ammen repoussa plusieurs attaques aériennes timides et fit échouer une tentative de renforcement par des destroyers dans la nuit du 8 au 9 juin. Le destroyer et ses collègues ont terminé leur participation à l'opération Biak à la fin de la troisième semaine de juin et sont entrés dans le port de Seeadler pour une semaine d'entretien.
Le 30 juin, le navire de guerre prend la mer dans l'écran de protection de la force de bombardement affectée à la prise de Noemfoor, une île située entre Biak et le Vogelkop. Lors du débarquement du 2 juillet, le Ammen n'effectua aucune mission d'appui-feu et se contenta donc de patrouilles de défense anti-sous-marine et anti-aérienne face à un ennemi qui ne brillait que par son absence. Entre la fin de sa participation à l'occupation de Noemfoor et l'opération Sansapor fin juillet, le destroyer effectua des missions de harcèlement contre les garnisons japonaises contournées sur la côte de Nouvelle-Guinée depuis la base d'Aitape. Au cours des quatre derniers jours de juillet, le Ammen participa au débarquement sans opposition au cap Sansapor, sur la côte nord-ouest du Vogelkop. Après Sansapor, le navire de guerre s'est embarqué pour Sydney, en Australie, pour une escale de 18 jours de liberté et d'entretien.
Le 26 août, le Ammen est reparti vers la zone de combat. Passant par la baie de Milne, en Nouvelle-Guinée, il arriva à Seeadler Harbor, sur Manus, le 1er septembre. Le destroyer passa les dix premiers jours de septembre à effectuer des exercices et des travaux d'entretien à Manus. Le 11 septembre, il fit route vers Morotai et un autre débarquement incontesté. Le navire de guerre ne passa que deux jours à Morotai avant de retourner à Seeadler Harbor via Mios Woendi.

### Philippines, octobre-décembre 1944
Le Ammen resta à Manus du 29 septembre au 11 octobre. Ce dernier jour, il prit la mer pour un voyage détourné à destination de l'invasion des Philippines à Leyte. Ce circuit l'amena d'abord sur la côte nord de la Nouvelle-Guinée où, dans la baie de Humboldt, il devint une unité de l'écran de protection du navire amiral de la force d'invasion, le USS Wasatch (AGC-9). Le groupe amiral leva l'ancre le 15 octobre et mit le cap sur le golfe de Leyte. Le destroyer escorta le navire de commandement dans le golfe de Leyte dans l'obscurité de l'aube du 20 octobre. Le bombardement côtier préparatoire commença vers 7h00 et dura jusqu'à un peu avant 9h45. À ce moment-là, les péniches de débarquement commencèrent à s'approcher des plages. Chargé de protéger le navire amiral de la force, le Ammen ne prend pas part aux hostilités mais surveille consciencieusement l'intrusion d'avions et de sous-marins ennemis. Pendant les cinq premiers jours de l'engagement de Leyte, il continua à fournir une couverture anti-aérienne et anti-sous-marine au Wasatch et l'escorta en mer pendant ses retraits nocturnes de la baie de San Pedro.
Ses fonctions à l'égard du navire amiral ont tenu le Ammen' à l'écart des deux actions de surface lancées par les Japonais pour contester l'invasion de Leyte. Lorsqu'il fut détaché pour rejoindre le Task Group 77.3 (TG 77.3) dans l'après-midi du 25 octobre afin de surveiller l'entrée Est du golfe de Leyte, les Japonais avaient déjà tiré leur épingle du jeu. Les forces qui avaient tenté de charger par le détroit de Surigao vers le sud furent accueillies avec fracas par les cuirassés, les croiseurs et les destroyers du contre-amiral Jesse Oldendorf, et la force du cuirassé japonais Yamato qui s'était faufilée par le détroit de San Bernardino dut revenir sur ses pas face à la résistance désespérée opposée au large de Samar par les porte-avions d'escorte et, en particulier, par les destroyers et les escortes de destroyers qui les protégeaient.
Bien que le principal effort japonais visant à perturber le débarquement de Leyte ait été déjoué, cela n'est pas apparu immédiatement. Par conséquent, le Ammen servit dans plusieurs formations défensives sur une base ad hoc. Comme indiqué précédemment, il rejoignit le TG 77.3 dans l'après-midi du 25 octobre pour aider à garder l'entrée est du golfe de Leyte. Cette affectation dura jusqu'aux premières heures du matin du 27 octobre, date à laquelle elle fut transférée au Task Group 77.4 (TG 77.4), le groupe de porte-avions d'escorte qui avait été malmené au large de Samar le 25 octobre. Peu après, il fut affecté plus spécifiquement à la Task Unit 77.4.2 (TU 77.4.2) constituée autour du porte-avions d'escorte USS Natoma Bay (CVE–62) et de cinq autres porte-avions d'escorte. Le Ammen servit dans cette unité jusqu'aux premières heures du matin du 29 octobre, date à laquelle il fut réaffecté du Task Group 77.2 (TG 77.2) à l'intérieur du golfe de Leyte. Plus tard dans la journée, le destroyer reprit ses fonctions d'escorte du navire amiral en tant qu'élément du Task Group 77.1 (TG 77.1).
Rebutés en surface, les Japonais ont eu recours à un blitz aérien. Le Ammen passe les 16 premiers jours de novembre à aider à repousser les avions ennemis. Dès le premier jour, le 1er novembre, un bombardier bimoteur Yokosuka P1Y "Frances" en flammes percute le Ammen à moins de 5 m de l'équipage de la passerelle, arrachant un projecteur et deux cheminées. L'avion s'est écrasé dans la mer, mais a causé des dégâts considérables sur le pont et a fait 26 victimes, dont cinq morts. Le Ammen, quant à lui, poursuivit son travail et obtint un certain nombre de coups au but et deux morts probables lors de l'assaut aérien des deux semaines suivantes. Le 16 novembre, le navire de guerre mit le cap sur les îles de l'Amirauté. Il entre dans le port de Seeadler le 21 novembre et passe les neuf jours suivants à se préparer au voyage de retour vers les États-Unis. Le 30 novembre, le Ammen quitte Manus et pointe son étrave vers l'est en direction des États-Unis. Après des escales à Majuro et Pearl Harbor, il arrive à San Francisco le 21 décembre.

### Okinawa, mars-juin 1945
Les réparations de ses avaries de combat effectuées au chantier naval de Mare Island (Mare Island Navy Yard) empêchèrent le Ammen de participer à l'opération du golfe de Lingayen en janvier 1945, et leur achèvement au début de la deuxième semaine de février arriva trop tard pour que le destroyer puisse jouer un rôle dans la prise d'Iwo Jima à la mi-février. Le 9 février 1945, il quitte le Golden Gate en compagnie du porte-avions USS Chenango (CVE-28) et met le cap sur Pearl Harbor. Les deux navires de guerre atteignent Oahu le 15 février, et le Ammen effectue des missions d'entraînement et d'escorte de porte-avions dans les îles hawaïennes jusqu'au milieu de la première semaine de mars. Le 4 mars, le destroyer quitte Pearl Harbor en compagnie du croiseur léger USS St. Louis (CL-49) et de son ancien compagnon de division, le destroyer USS Beale (DD-471). Les trois navires de guerre firent une escale - à Eniwetok le 10 pour du carburant - avant d'arriver à l'atoll d'Ulithi le 13 mars. Départ du St. Louis à Ulithi, le Ammen et le Beale reprennent la mer pour retourner à Leyte. Le Ammen et son navire-jumeau atteignirent leur destination le jour de la Saint-Patrick 1945 et s'entraînèrent à l'invasion des îles Ryūkyū.
Le 27 mars, ils quittèrent le golfe de Leyte avec la Task Force 75 (TF 55), la "Southern Attack Force", en vue de l'assaut sur Okinawa. La Task Force arriva au large des plages d'assaut tôt dans la matinée du 1er avril - le dimanche de Pâques, le jour du poisson d'avril et le jour L de l'invasion d'Okinawa. Le Ammen prend le poste de contrôle dans la zone de transport pendant que les troupes à bord des transports effectuent les derniers préparatifs. La première vague débarque juste après 8h30. Le Ammen a passé les dix premiers jours d'avril à assurer la protection anti-sous-marine et anti-aérienne des troupes et des cargos qui débarquaient à Okinawa. Le 10, le destroyer rejoint le Tak Group 51.2 (TG 51.2) dans un voyage vers les Mariannes, arrivant aux Ryūkyū le 20.
Son retour à Okinawa le 20 avril marque le début du service de le Ammen dans diverses stations de piquet radar établies dans les eaux entourant Okinawa pour avertir de l'approche de raids aériens et aider à les repousser. Peu de tâches se sont avérées aussi ardues au cours de la Seconde Guerre mondiale. Il s'agissait d'un programme de travail épuisant face à des aviateurs japonais fanatiques et, le plus souvent, suicidaires. Cette nuit-là, le Ammen reçoit son baptême dans la tempête de grêle d'Okinawa. Après avoir repéré son premier "bogey (Contact aérien radar ou visuel dont l'identité est inconnue) lors d'une mission de piquet radar juste après minuit le 21, il n'a pas détecté un deuxième avion qui a volé à basse altitude et a largué une bombe assez près de lui sur son coté tribord. L'engin a failli exploser dans l'eau et le navire de guerre a été recouvert de fragments. Au cours de cette brève rencontre, huit membres de l'équipage sont blessés. Le Ammen resta en poste jusqu'au soir du 21, lorsqu'il fut relevé par le Russell. Le destroyer se dirigea vers les plages de Hagushi où il transféra les blessés les plus graves à Crescent City (en) avant d'entrer à Kerama Retto pour des réparations et un réapprovisionnement.
Après avoir effectué des patrouilles les 26 et 27, il remplit les fonctions de navire de soutien du destroyer USS Mustin (DD-413) sur la station de piquet radar n°1 au nord d'Okinawa, en fin de matinée du 28. Cet après-midi-là, un raid ennemi - qui fait partie de la quatrième des dix grandes attaques aériennes lancées par les Japonais pour contrecarrer l'invasion d'Okinawa - s'approche du Ammen et du USS Bennion (DD-662), le navire qu'il soutient à la station de piquet radar. Un Nakajima Ki-43 "Oscar" plonge sur le Ammen et le Bennion. Les deux destroyers ouvrent le feu sur l'intrus mais ne parviennent pas à l'arrêter. Il s'écrase sur la poupe du Bennion mais ne cause que des dégâts mineurs.
Bien que les "fouineurs" aient sondé la zone toute la nuit, aucun ne s'est approché à moins de 4 ou 5 km, et aucune nouvelle attaque n'a eu lieu jusqu'à la nuit suivante. Juste avant 2h00 le 30 avril, un groupe de six à huit "bogies" (pluriel de "bogey") apparut sur l'écran radar du Ammen et se dirigea directement vers sa station. Le destroyer ouvre le feu environ cinq minutes après les contacts. Les deux premiers suicidés ont dépassé le Ammen et se sont abîmés dans la mer, à bâbord, assez près du Ammen. Le Bennion subit d'autres dommages mineurs lorsque le troisième kamikaze lui assène un autre coup d'épée sur la poupe. Le Ammen reçut l'attention du quatrième membre du groupe, mais il s'enfonça lui aussi dans la mer. Les deux destroyers combinent alors leurs forces pour abattre le cinquième intrus avec des tirs antiaériens. Le sixième bandit s'enfonce dans la mer à 4 ou 5 km à tribord. Le dernier avion du groupe tombe sous les tirs d'un chasseur de nuit américain.
Un calme relatif revint à son poste pendant les heures de clarté du 30 et de la nuit suivante. Peu avant midi le 1er mai, le Ammen, relevé par le destroyer USS Ingraham (DD-694), se dirigea vers le mouillage de Hagushi pour recevoir à bord une équipe de directeurs de chasseurs avec son équipement. Après s'être ravitaillé à Kerama Retto, le destroyer se dirigea vers la station de piquet radar n°9 dans la soirée du 3 mai. Il y resta jusqu'au 9 mai, dirigeant les chasseurs de la patrouille aérienne de combat (combat air patrol - CAP) pour répondre aux raids sporadiques d'un, deux et trois avions. Relevé par le destroyer USS William D. Porter (DD-579) dans la matinée du 9 mai, le Ammen se réapprovisionna à Kerama Retto ce jour-là, puis se dirigea vers le mouillage de Hagushi le 10. Alors qu'il se trouvait à Hagushi, le destroyer ouvrit brièvement le feu dans la soirée du 12 mai sur un "Oscar" et un Nakajima Ki-44 "Tojo". Les deux avions tentèrent des plongées suicides sur le cuirassé USS New Mexico (BB-40). L'"Oscar" dépasse sa cible, mais le "Tojo" frappe le New Mexico au milieu du navire.
Le 13 mai, le Ammen reprit ses fonctions de piquet radar et remplaça le destroyer USS Lowry (DD-770) en tant que directeur de la chasse sur la station n°16, à environ 80 km à l'ouest nord-ouest de la péninsule d'Okinawa connue sous le nom de Zampa Misaki. Au cours des six jours suivants, le destroyer dirige ses chasseurs de la patrouille aérienne de combat (combat air patrol - CAP) pour répondre à un certain nombre de raids, mais il ne participe à aucun engagement avec des avions ennemis. Le 18, le Ammen se retire et retourne à Hagushi. Le 19, il fait escale à Kerama Retto pour des réparations aux côtés du navire ravitailleur USS Hamul (AD-20) jusqu'au 22. Après deux jours de retour à Hagushi, le destroyer reprit du service avec les piquets radar dans l'après-midi du 24 mai.
Son retour coïncide avec la septième des dix attaques "kikusui" lancées par le Japon contre les navires d'Okinawa. L'assaut avait commencé la veille au soir, mais s'était quelque peu calmé dans la journée du 24, lorsque le Ammen reprit ses fonctions de directeur des chasseurs. Juste avant 20 heures, les Japonais reprennent leurs attaques avec une intensité croissante. Les six premiers raids détectés ne représentent pas une menace réelle pour le Ammen et ses collègues de la station de piquet radar n°15. Le septième raid s'est approché à moins de 8 km de sa station mais a gardé ses distances face aux tirs anti-aériens des consorts du Ammen. À partir de ce moment et jusqu'à environ 3h00 le 25, des avions survolent la station n°15 de part et d'autre. Les navires de guerre qui y sont affectés laissent voler leurs batteries antiaériennes dès que des avions ennemis s'approchent.
Pendant toute la nuit du 24 au 25 mai, aucun aviateur japonais n'attaqua de façon vraiment déterminée la station de piquet radar n°15. En fait, l'écran radar du Ammen est resté exempt de "bogies" pendant la veille du matin du 25 mai. Une demi-heure après le début de la veille de l'après-midi, les choses commencent à se réchauffer. Il détecta un groupe d'avions ennemis approchant du nord à une distance d'environ 65 km. Le destroyer envoya ses chasseurs CAP à la rencontre de l'ennemi, et ils capturèrent deux chasseurs de l'armée Nakajima Ki-44 "Tojo" et deux chasseurs de l'armée Kawasaki Ki-61 "Tony". Malheureusement, un cinquième avion - un autre "Tojo" - passe à travers et, un peu après 9 heures, entame un piqué suicide, apparemment en direction du Ammen. Le destroyer ouvre le feu, mais le kamikaze maintient sa trajectoire et prend de la vitesse. Au lieu de frapper le Ammen, il passa sur sa longueur et fit un wingover sur le destroyer USS Stormes (DD-780), qui s'écrasa après le montage des torpilles. Bien qu'endommagé, le Stormes reste à flot et, après avoir été réparé, poursuivra son service actif pendant près de trente ans.
Une paix relative revint à la station de piquet radar n°15 cette nuit-là, et se poursuivit jusqu'au début du 27 mai, lorsque les Japonais lancèrent leur huitième attaque "kikusui" - la dernière dans laquelle 100 avions ou plus furent impliqués. Les attaques sur les autres stations commencent dès la fin de la veille du matin. Le Ammen n'eut aucun contact avec l'ennemi jusqu'à 17h30 environ, lorsqu'il détecta une formation ennemie s'approchant d'Okinawa par le nord. Aucune "bogey" n'a fermé sa station avant 20h00; mais, entre 20h30 et 2h00, il a combattu avec le destroyer USS Boyd (DD-544) huit attaques aériennes coordonnées et n'ont subi aucun dommage dans l'effort. À 3h30, l'écran radar indique que le ciel est exempt de "bogies" dans un rayon de 13 km autour du Ammen. Quarante minutes plus tard, le destroyer se dirigea via le mouillage de Hagushi vers Kerama Retto pour se ravitailler.
Le Ammen resta en service de piquet radar pendant encore quatre semaines. Pendant cette période, l'activité aérienne japonaise commença à diminuer rapidement. L'ennemi entreprit deux nouvelles tentatives de "kikusui", qui n'étaient que l'ombre des opérations meurtrières d'avril et de mai, mais qui n'en demeuraient pas moins meurtrières. Les avions ennemis japonais s'aventurent encore à portée des canons des navires et en sont victimes. L'efficacité de la puissance aérienne américaine, dirigée par des destroyers radar tels que le Ammen, permet toutefois de les capturer et de les mettre hors d'état de nuire à une certaine distance des navires autour d'Okinawa. Le navire de guerre a achevé son dernier tour de service en tant que piquet radar le 23 juin. Après avoir pris du carburant à Kerama Retto le lendemain matin, il prit la mer en compagnie de plusieurs autres destroyers en route pour Leyte, aux Philippines.

### Juin 1945 - Avril 1946
Le Ammen arrive à Leyte le 27 juin et entame une quinzaine de jours de récréation et d'entretien. Le 13 juillet, il appareille de Leyte avec la Task Force 95 (TF 95), construite autour du croiseur de bataille USS Guam (CB-2). Sa task force arrive à Okinawa le 16 juillet mais reprend la mer le jour même pour effectuer un balayage anti-navires de surface en mer de Chine orientale. Après un détour pour éviter un typhon, le Ammen et ses collègues ont commencé leur balayage le 22 juillet. Malheureusement, ils ne rencontrèrent aucune cible d'importance et rentrèrent dans la baie de Buckner, à Okinawa, dans la matinée du 24 juillet. Le destroyer a participé à deux autres balayages anti-navires tout aussi futiles en mer de Chine orientale au cours des derniers jours de juillet et de la première semaine d'août.
Après la cessation des hostilités à la mi-août, le Ammen' opéra dans les îles Ryukyu jusqu'à la fin de la première semaine de septembre. Le 7 septembre, il quitte Okinawa en direction du Japon, arrivant à Nagasaki le 15. Six jours plus tard, il se rend à Sasebo. Le Ammen a servi dans les eaux japonaises jusqu'au 17 novembre, date à laquelle il a entamé son voyage de retour vers les États-Unis. Passant par Midway, Pearl Harbor, San Diego et le canal de Panama, le navire de guerre arrive à Charleston, en Caroline du Sud, deux jours avant Noël 1945. Après avoir subi une révision d'inactivation, le Ammen a été mis hors service le 15 avril 1946 et a été amarré au groupe de Charleston, flotte de réserve de l'Atlantique (Atlantic Reserve Fleet).

### 1951-1960
Le déclenchement de la guerre de Corée au cours de l'été 1950 et le soutien américain à la Corée du Sud dans ce conflit obligent la marine à augmenter sa flotte active. Les préparatifs en vue de la réactivation du Ammen ont commencé à la fin de l'année 1950, et il a été remis en service à Charleston, en Caroline du Sud, le 5 avril 1951. Bien qu'officiellement considéré comme actif, le destroyer a besoin de trois mois supplémentaires de remise en état avant de prendre la mer. Après un entraînement de remise à niveau dans la baie de Guantánamo, à Cuba, en juillet et août, le Ammen retourna à Charleston en septembre pour une révision de modernisation qui dura jusqu'au printemps 1952. Après un entraînement de remise à niveau dans les Antilles, le navire de guerre s'est présenté à la Flotte de l'Atlantique (Atlantic Fleet) en tant qu'élément de la 182e division de destroyers (Destroyer Division 182 - DesDiv 182) basée à Newport dans la base navale de Newport (Naval Station Newport), dans l'état de Rhode Island.
Le 26 août 1952, le Ammen a quitté Newport pour son premier tour de service dans les eaux européennes. Il navigue en Méditerranée avec la 6e Flotte (6th Fleet) jusqu'au début de 1953, participant à diverses opérations d'entraînement et arborant le drapeau dans les ports des côtes européennes, nord-africaines et moyen-orientales de la Méditerranée. Le destroyer retourne à Newport en février 1953 et opère avec la 2e Flotte (2d Fleet) jusqu'en août. Le 10 août 1953, il quitte Boston pour l'Extrême-Orient. Jusqu'à la fin de l'année, le navire de guerre sert au sein de la 7e Flotte, souvent dans les eaux adjacentes à la péninsule coréenne. Le Ammen termine son tour de service en Orient le 14 janvier 1954. Après un voyage vers l'ouest en passant par l'océan Indien et le canal de Suez, il arrive à Newport le 10 mars. En avril, le navire de guerre entre au chantier naval de Philadelphie (Philadelphia Naval Shipyard) pour une révision régulière. Il termine les réparations au début de l'été, puis effectue un entraînement de remise à niveau dans les Antilles en août et en septembre.
À l'automne, le 18e escadron de destroyers (Destroyer Squadron 18 - DesRon 18) est réaffecté à la Flotte du Pacifique (Pacific Fleet). En conséquence, le 30 novembre 1954, le Ammen appareille de Newport en compagnie de ses camarades d'escadron pour se rendre à San Diego. Après avoir navigué dans le canal de Panama, le DesRon 18 devint le DesRon 21 (21e escadron de destroyers - Destroyer Squadron 21) et fut présenté au commandant en chef de la flotte du Pacifique (Commander in Chief, Pacific Fleet). En janvier 1955, le destroyer s'embarque pour une nouvelle mission avec la 7e Flotte dans le Pacifique occidental. Au cours de cette mission, il a participé à l'évacuation des Chinois nationalistes des îles Tachen, alors sous la pression des forces communistes du continent voisin. Avant de terminer ce déploiement, le Ammen a également participé à la patrouille du détroit de Taïwan.
Après son retour à San Diego le 19 juin 1955, le navire de guerre a repris les opérations normales de la 1ère Flotte (1st Fleet), menant des entraînements de type et participant à des exercices de la Flotte dans le Pacifique Est. Cette activité l'occupe jusqu'en janvier 1956. Le 7 février de cette année-là, le Ammen quitte à nouveau San Diego en direction de l'Extrême-Orient. Ce déploiement dura jusqu'à la fin du mois de juillet, date à laquelle il retourna sur la côte ouest des États-Unis. Le destroyer atteint San Diego le 11 août et, le 30, commence une révision de trois mois au chantier naval de Mare Island (Mare Island Naval Shipyard), près de San Francisco. Il retourne à San Diego et reprend le service actif le 7 décembre.
Le 16 avril 1957, le Ammen quitte San Diego pour un nouveau tour de service avec la 7e Flotte en Extrême-Orient. En route, il fait un détour par Suva, dans les îles Fidji, pour se rendre à Melbourne, en Australie, afin de participer aux célébrations du 15e anniversaire de la victoire des Alliés lors de la bataille de la mer de Corail. Après la commémoration, le Ammen s'est dirigé vers le nord, via Manus dans les îles de l'Amirauté et Guam, jusqu'à Yokosuka où il est arrivé le 1er juin. Un peu moins de quatre mois plus tard, il a terminé sa mission au sein de la 7e Flotte et a quitté Yokosuka le 29 septembre pour retourner aux États-Unis.
Le Ammen est revenu à San Diego le 14 octobre et, après une période d'attente post-déploiement, a repris les opérations normales de la 1re Flotte le long de la côte californienne. Il resta ainsi occupé jusqu'à la fin du mois de juin 1958. Le 25, le destroyer repart pour le Pacifique occidental. Il arrive à Yokosuka le 13 juillet pour entamer une mission de cinq mois au sein de la 7e Flotte. Au cours d'un déploiement marqué par des pannes d'ingénierie, le Ammen réussit tout de même à prolonger son service en mer avec les transporteurs rapides de la Task Force 77 (TF 77 et à patrouiller dans le détroit de Taïwan. Le 6 décembre, il quitte Yokosuka pour retourner à San Diego. Le Ammen est entré à San Diego le 18 décembre et y est resté exactement 10 semaines, terminant la période habituelle de congé et d'entretien après le déploiement et les vacances, et se préparant à la révision régulière.
Fin février 1959, le destroyer commence sa révision à San Francisco. Les réparations terminées, il reprend son service actif à la fin du mois de juin. À la mi-août, le Ammen quitte San Diego pour des opérations entre Pearl Harbor et Guam. Fin septembre, il retourne brièvement sur la côte californienne à Long Beach. Début octobre, le destroyer s'embarque pour le dernier déploiement de sa carrière dans le Pacifique occidental. Il revient sur la côte ouest au début de l'année 1960. Plus tard au printemps, le navire de guerre a commencé à se préparer à être désactivé.
Le 19 juillet 1960, alors qu'il fait la navette entre Seal Beach et San Diego pour le déclassement, le Ammen est percuté par le destroyer USS Collett (DD-730). La collision tue 11 marins du Ammen et en blesse 20 autres. Le mouilleur de mines USCGC Heather (WAGL / WLB-331) a participé à l'effort d'assistance. Le Ammen a d'abord été remorqué jusqu'à Long Beach, puis jusqu'à San Diego, où il a été désarmé le 15 septembre 1960.
Le nom du Ammen a été rayé de la Navy List le 1er octobre 1960, et il a été vendu à la National Metal and Steel Corporation le 20 avril 1961 pour être mis à la ferraille.

## Décorations
Le Ammen a reçu 8 battle stars (étoiles de combat) pour son service pendant la Seconde Guerre mondiale.